# 쿵퉁산

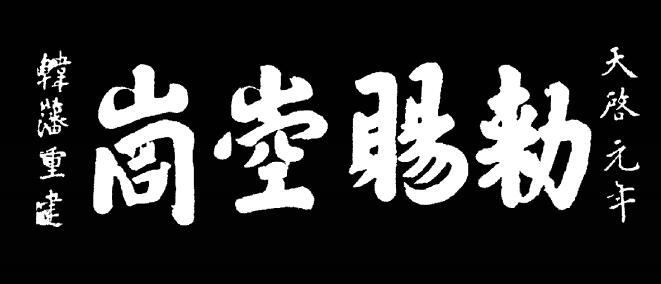
천계 원년(1621)에 천계제가 지은 명판

쿵퉁산(중국어: 崆峒山, 병음: Kōngtóng Shān), 또는 공동산은 도교의 명산 중 하나로, 간쑤성 핑량시에서 서쪽으로 11 km 지점에 위치한다. 남북 방향으로 약 100 km에 걸쳐 뻗어 있으며, 폭은 15 km이다. 봉우리 중 가장 높은 봉우리는 추이핑펑(중국어: 翠屏峰, 병음: Cuìpíng Fēng)으로, 높이는 해발 2123 m이다. 자연경관과 인문경관을 두루 갖춘 것으로 유명하며 국가중점풍경명승구 중 하나이다.
시안시까지는 대략 300 km이다. 삼림면적비율은 90% 이상으로, 대략 1000여 종의 식물과 300여 종의 동물의 주요 서식지이다. 산에는 도관선원 팔대구궁道观禅院 八台九宫 12원 42개의 건물군과 일흔두 곳의 석부동천이 있는데, 동서남북과 중앙에 퍼져있어 오대(五台)를 형성한다.
쿵퉁산 주변은 대부분 농경지로 조성되어 있는데, 인구밀도는 제곱 키로미터당 266명으로 작다.
평균 기온은 섭씨 9도로, 가장 따뜻한 달인 7월에는 섭씨 20도까지 올라가지만 1월에는 섭씨 -4도까지 떨어진다. 평균 강우량은 연간 710mm인데, 비가 가장 많이 내리는 달은 9월로 159mm에 달한다. 12월의 평균 강수량은 1mm이다.
《장자》 중 〈재유在宥〉에 의하면 황제가 이곳에 은거하던 광성자를 만나 나라를 다스리는 법과 백성을 양생하는 방법에 대해 물었다고 한다. 진시황과 한무제 역시 황제가 광성자를 만나기 위해 쿵퉁산을 오른 것을 본받았다고 하는데, 사마천의 《사기》 〈오제본기〉에서는 "황제가 쿵퉁에 이르렀다"고 짤막하게 서술하고 있다.
쿵퉁(崆峒)이라는 표현은 춘추 시대의 책 《이아尔雅》에서 처음 나타난다. 여기서 쿵퉁산에 대해 "북극성과 북두칠성이 쿵퉁에 달한다"고 서술한다. 또한 《급총주서汲冢周书》에서는 "쿵퉁은 대하(大夏), 사차(莎车), 고타(姑他), 단략(旦略), 모호(豹胡), 대적(代翟), 흉노(匈奴), 누번(楼烦), 월지(月氏), 구려(韯犁), 기룡(其龙), 동호(东胡)"의 열두개 북방 부락 중 하나로 서술하고 있다.
1980년에는 쿵퉁산 남쪽의 협곡에 쿵퉁샤 저수지를 지었으며, 수력발전소의 설비 용량은 1890 kW에 달한다.

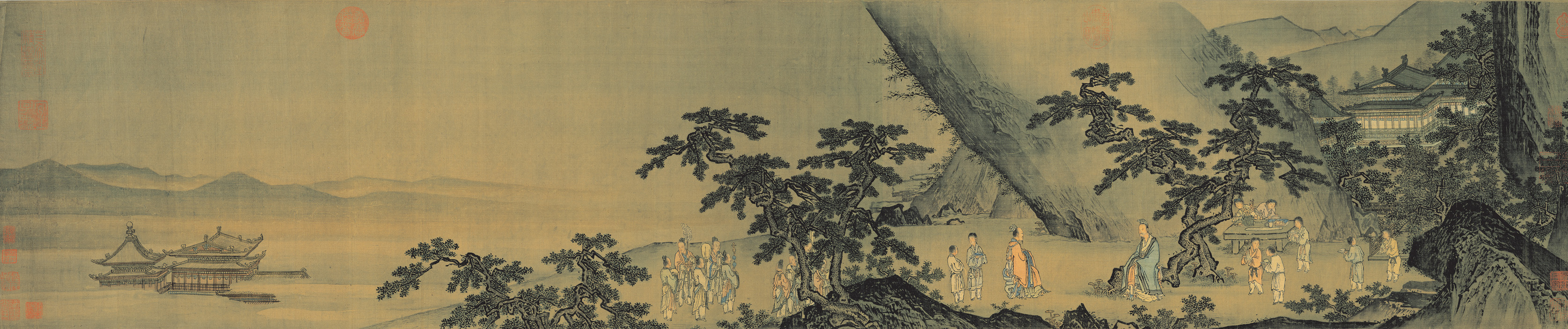
황제가 쿵퉁산에서 광성자에게 도를 묻는 장면인 〈헌원문도도_{軒轅問道圖}〉. 국립고궁박물원 소장.

## 공동파
전설에 의하면 당나라 시대의 비홍선사(飞虹子)가 둔황시의 막고굴의 벽화에 묘사된 요정과 부처의 움직임을 보고 3년간 연구 끝에 화가권(花架拳)을 창시했다고 한다. 공동파는 소림사, 무당파, 아미파, 곤륜파와 함께 중국 전통 무술의 5대 유파 중 하나로 손꼽힌다. 10대 장문인인 연비하(燕飞霞)는 1956년에 북경에서 열린 전국 우슈 참관대회에서 우승하고, 1997년에는 검, 창, 권법, 장법, 불진(拂尘) 다섯 가지 종목에서 다른 우슈 문파들을 제치고 우승한다. 연비하는 1959년에는 공동산을 떠나 신장 위구르 자치구, 상하이, 난징, 우시, 광저우 등을 돌아다니며 공동무술을 전수하였다고 전해진다.
공동파는 창작물에서도 많이 등장한다. 1961년에 출판된 《의천도룡기》에서는 소림, 무당, 아미, 곤륜, 화산파와 함께 육대문파중 하나로 등장하며, 숱한 무협지에서 9파 1방의 구성원 중 하나로 자주 등장한다.

## 같이 보기
- 공동파